# Veliki Guber
Veliki Guber är en ort i Bosnien och Hercegovina.   Den ligger i entiteten Federationen Bosnien och Hercegovina, i den sydvästra delen av landet, 110 km väster om huvudstaden Sarajevo. Veliki Guber ligger 715 meter över havet och antalet invånare är 665.
Terrängen runt Veliki Guber är kuperad åt nordost, men åt sydväst är den platt. Närmaste större samhälle är Zabrišće, 2,9 km söder om Veliki Guber. 
Trakten runt Veliki Guber består till största delen av jordbruksmark. Runt Veliki Guber är det ganska tätbefolkat, med 93 invånare per kvadratkilometer.